# Beorhtwulf
Beorhtwulf († 852) war König des angelsächsischen Königreichs Mercia von 840 bis 852.

## Herrschaft
Zu Beginn seiner Herrschaft übte Mercia noch die Oberherrschaft über weite Teile Südenglands aus. Eine Ausnahme bildete das Kernland des Königreichs Wessex. An der nördlichen Peripherie von Wessex an der mittleren Themse konnte Beorhtwulf weiterhin Land nach eigenem Gutdünken vergeben. Im weiteren Verlauf seiner Regierungszeit kam seine Herrschaft jedoch unter stetig wachsenden Druck durch das an Stärke zunehmende Wessex einerseits, und durch die sich intensivierenden Wikingereinfälle andererseits. 851 verlor Beorhtwulf eine Schlacht gegen die Wikinger, die mit 350 Schiffen an der Mündung der Themse aufgetaucht waren, worauf diese London und Canterbury eroberten. Im selben Jahr wurden umstrittene Gebiete an der mittleren Themse in der Grafschaft Berkshire nach einem Vertrag zwischen dem König der Westsachsen, Ethelwulf, und Beorhtwulf dem Königreich Wessex überlassen.
Nach 852 wird Beorhtwulf in den Quellen nicht mehr erwähnt.

### Quelle
- The Anglo-Saxon Chronicle: MS A v. 3, Janet Bately (Hrsg.), Brewer, Rochester (NY) 1986, ISBN 0-8599-1103-9.

### Sekundärliteratur
- James Campbell (Hrsg.): The Anglo-Saxons. Phaidon, London 1982, ISBN 0-7148-2149-7.
- Frank M. Stenton: Anglo-Saxon England. Oxford University Press, Oxford 1971, ISBN 0-1928-0139-2.
- Ian W. Walker: Mercia and the Making of England. Sutton, Stroud 2000, ISBN 0-75092-131-5.

| Vorgänger | Amt                       | Nachfolger |
| --------- | ------------------------- | ---------- |
| Wiglaf    | König von Mercien 840–852 | Burgred    |

| Personendaten    | Personendaten               |
| ---------------- | --------------------------- |
| NAME             | Beorhtwulf                  |
| KURZBESCHREIBUNG | König von Mercien (840–852) |
| GEBURTSDATUM     | 9. Jahrhundert              |
| STERBEDATUM      | 852                         |